# Новый год в Норвегии
Новый год (норв. Nyttår) в Норвегии встречается в ночь с 31 декабря на 1 января и входит в череду праздничных дней, которая длится с 25 декабря (Рождество) до 13 января (день святого Канута). Праздник обычно отмечается скромно (в отличие от более важного в европейских странах Рождества). 

## Подарки

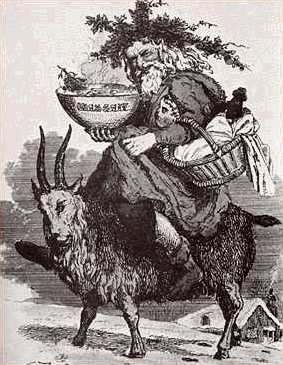
Юлениссен на козе

Несмотря на то, что дарить подарки в Новый год у норвежцев не принято, дети всё же получают маленькие новогодние гостинцы от не совсем обычных персонажей — гнома Юлениссена (норв. Julenissen) и… козы, которой специально оставляют сухие овсяные колосья. С этим животным связана интересная легенда, согласно которой норвежский король Олаф Второй в стародавние времена спас раненую козу, сняв её со скалы, и благодарное вылеченное животное каждую ночь приносило ему редкие целебные травы.
Юлениссен очень похож на своих новогодних «коллег» — Деда Мороза, Санта-Клауса (Joulupukki), Пер-Ноэля. Его наиболее известные резиденции находятся в городах Дрёбак и Савален. Примечательно, что есть доказательство того, что этот сказочный старик не может разнести все подарки в одну ночь.
Взрослые обмениваются символичными сувенирами: они дарят друг другу спички, символизирующие тепло и уют семейного очага.

## Новогодний стол

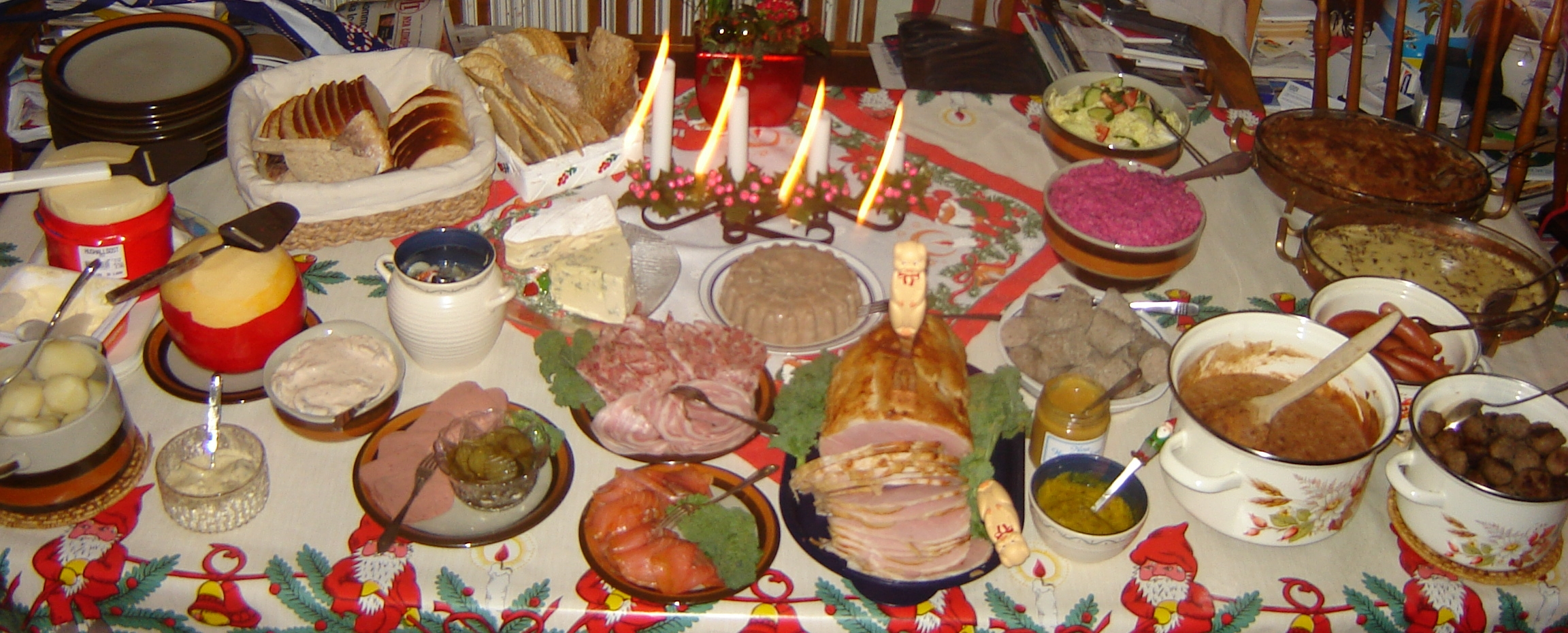
Праздничный стол

Традиционных норвежских праздничных блюд предостаточно, однако яств на новогоднем столе меньше, чем на рождественском. К ним относятся запечённый индюк с яблоками и изюмом, рисовый пудинг с миндалём (по распространённому европейскому поверью, нашедший орех будет богат и счастлив весь год) и деликатес «лютефиск» (норв. lutefisk) — сушёная треска, обработанная натром для усиления необычного вкуса. Также в новогоднюю ночь жители Норвегии подают на стол запечённые бараньи рёбрышки, свинину, всяческие десерты (кремы, сливки и обязательно семь различных видов печенья). Традиционным напитком является глёгг.

## Некоторые особенности празднования

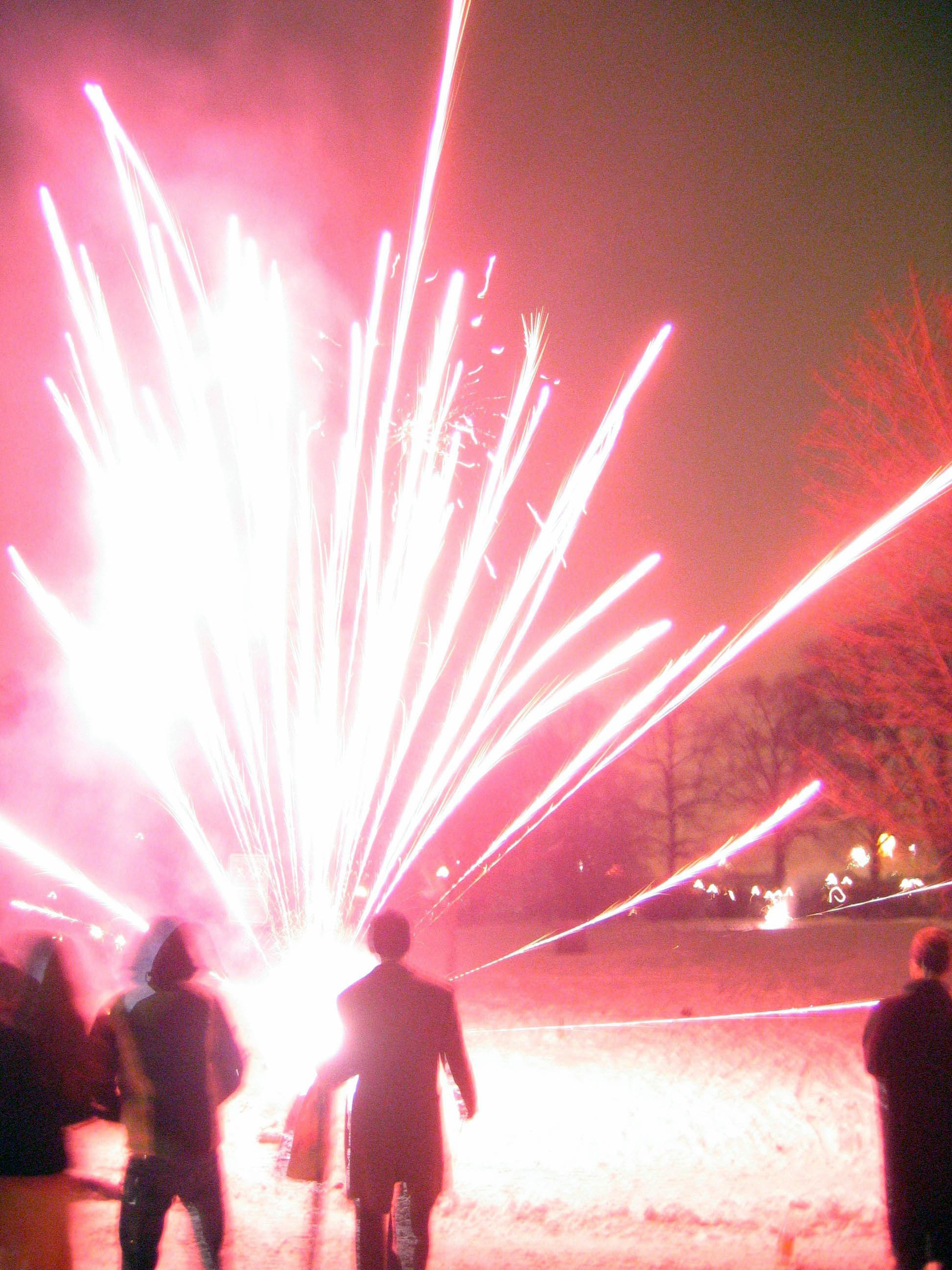
Фейерверк в Осло

- Интересно, что многие норвежцы ходят перед праздником в церковь, чтобы получить благословение на вступление в новый год[4].
- В Норвегии существует новогоднее обращение к народу — с ним за несколько минут до полуночи выступает король страны[4].
- Поздравление «С Новым годом!» по-норвежски звучит как «Godt Nyttår!»[2].
- В Норвегии очень популярны новогодние фейерверки, и их можно запускать практически везде, кроме территорий, близких к лесам или деревянным домам[6].
- В связи с популярностью салютов и разнообразных свечей, во время новогодних и рождественских празднований улицы очень хорошо освещены[7].